# 안전여객
안전여객은 전북특별자치도 김제시의 시내버스 회사이며, 본사는 전북특별자치도 김제시 벽지산로 249 (교월동)에 있다.

## 보유 차량
- 현대자동차 - 뉴 카운티, 카운티 뉴 브리즈, 현대 그린시티, 뉴슈퍼에어로시티, 일렉시티
- 자일대우버스 - 레스타, NEW BS090